# Freedom Brigade
La Freedom Brigade fu una squadra di eroi attivi negli anni quaranta, e i membri sono i genitori degli inetti combattenti del crimine noti come Inferior Five. Le avventure degli Inferior Five furono pubblicate dalla DC Comics negli anni sessanta.

## Storia
Questo gruppo non è altro che una parodia di altri personaggi DC, rispettivamente: Zio Sam, Miss America, Flash, Freccia Verde, Wonder Woman, Superman ed Aquaman. Il Patriota è il figlio di Yellowjacket (una parodia dell'eroe radiofonico degli anni trenta Calabrone Verde), e Lady Liberty è un'abile artista marziale esperta nelle discipline del judo e del karate. La Freedom Brigade comparve solo due volte: nel n. 62 e 65 del fumetto della DC Showcase. Nella prima storia, misero insieme i propri figli per formare gli Inferior Five. Nella seconda, ricoprivano il ruolo di insegnanti nell'Accademia per Super Eroi di Dean Egghead (ovvia parodia del Professor X e dei suoi X-Men). La città protetta dalla squadra è la parodia della Metropolis di Superman, infatti si chiama Megalopolis.

## Membri
- Il Patriota
- Lady Liberty (da non confondere con la supereroina membro della Force of July)
- Capitan Swift
- L'Arciere
- Principessa Power
- Mr. Might
- Sirena

Il nome della squadra è un chiaro riferimento alla squadra di supereroi dei Combattenti per la Libertà: infatti il nome di questa in inglese è Freedom Fighters, da cui la parodia dei Freedom Brigade.